# Uncaria attenuata
Uncaria attenuata är en måreväxtart som beskrevs av Pieter Willem Korthals. Uncaria attenuata ingår i släktet Uncaria och familjen måreväxter. Inga underarter finns listade i Catalogue of Life.